# Ewa Wolak
Ewa Wanda Wolak z domu Błaszkiewicz (ur. 1 czerwca 1960 we Wrocławiu) – polska polityk i nauczycielka, posłanka na Sejm V, VI i VII kadencji.

## Życiorys
Ukończyła studia z zakresu geologii na Wydziale Nauk Przyrodniczych Uniwersytetu Wrocławskiego, a także studia podyplomowe na tej uczelni z zakresu matematyki z informatyką oraz w Wyższej Szkole Bankowej z zakresu zarządzania oświatą. Pracowała jako nauczycielka matematyki, uczyła w Szkole Podstawowej nr 8, następnie w Gimnazjum nr 2 we Wrocławiu. Była zatrudniona w Kuratorium Oświaty jako starszy wizytator, a także w Centrum Doskonalenia Nauczycieli we Wrocławiu. Przez wiele lat pełniła funkcję przewodniczącej zarządu Osiedla Wrocław-Kowale. W latach 1998–2005 była radną wrocławskiej rady miejskiej. Przez dwie kadencje przewodniczyła Komisji Edukacji i Młodzieży, uczestniczyła w pracach Komisji Infrastruktury Komunalnej i Ochrony Środowiska oraz Komisji Współpracy z Zagranicą i Promocji Wrocławia. Od 1994 należy do NSZZ „Solidarność”, która udzieliła jej poparcia w wyborach do Sejmu RP w 2007.
W latach 1998–2001 działała w Ruchu Społecznym AWS. W 2001 kandydowała do Sejmu z listy AWSP. W 2004 przystąpiła do Platformy Obywatelskiej. Od 19 października 2005 sprawuje mandat poselski z ramienia tej partii, reprezentując okręg wrocławski. W Sejmie V kadencji zasiadała w Komisji Edukacji, Nauki i Młodzieży i Komisji Pracy, pełniła funkcję wiceprzewodniczącej parlamentarnej grupy polsko-rumuńskiej. W wyborach parlamentarnych w 2007 po raz drugi uzyskała mandat poselski, otrzymując 7686 głosów. W wyborach w 2011 z powodzeniem ubiegała się o reelekcję, dostała 11 554 głosy. W VII kadencji została członkinią Komisji Edukacji, Nauki i Młodzieży oraz Komisji Ochrony Środowiska, Zasobów Naturalnych i Leśnictwa, a także przewodniczącą Dolnośląskiej Grupy Parlamentarzystów. W 2015 otrzymała nagrodę Pozytywna Korba Rowerowa przyznaną przez organizację „Miasta dla rowerów”. W wyborach w 2015 nie została wybrana na kolejną kadencję. W 2018 i 2024 ponownie wybierana w skład wrocławskiej rady miejskiej.